# Tramlijn 5 (Utrecht)
Tramlijn 5 is een voormalige tramlijn van de Gemeentetram Utrecht. Het eerste gedeelte van de lijn werd geopend op 2 juli 1922. Het laatste gedeelte van de tramlijn werd opgeheven op 17 maart 1938. De lijn werd in eerste instantie geopend tussen het Vredenburg, het station en de Croeselaan. Later werd de route uitgebreid naar Bleyenburgstraat - Vredenburg - het station - Croeselaan - Rivierenwijk (Maasplein). Op de Griftbrug bevindt zich nog een bovenleidingsportaal van de tramlijn.

## Routewijzigingen[1]
| Datum            | Kenmerk       | Route |
| ---------------- | ------------- | --- |
| 2 juli 1922      | Ingebruikname | Vredenburg - Leidseweg - Croeselaan |
| 5 december 1922  | Verlenging    | Vredenburg - Leidseweg - Croeselaan - Rijnlaan - Maasplein |
| 11 juni 1929     | Verlenging    | Janskerkhof - Neude - Vredenburg - Leidseweg - Croeselaan - Rijnlaan - Maasplein                                                                                                  |
| 1 mei 1930       | Verlenging    | Bleyenburgstraat - Alexander Numankade - Poortstraat - Biltstraat - Voorstraat - Neude - Vredenburg - Leidseweg - Croeselaan - Rijnlaan - Maasplein                               |
| 2 januari 1933   | Andere route  | Bleyenburgstraat - Alexander Numankade - Poortstraat - Biltstraat - Lucasbolwerk - Nobelstraat - Janskerkhof - Neude - Vredenburg - Leidseweg - Croeselaan - Rijnlaan - Maasplein |
| 31 augustus 1937 | Opheffing     | |